# Kő-lik-völgyi 9. sz. üreg
A Kő-lik-völgyi 9. sz. üreg a Duna–Ipoly Nemzeti Parkban található Vértes hegységben, Csákváron lévő egyik barlang.

## Leírás
Csákvár külterületén, fokozottan védett területen, erdőben helyezkedik el a barlang. Csákvár központjától Ny-ra, a Kő-lik-völgy D-i oldalában, 271 m tszf. magasságban nyílik a barlang bejárata. A völgy legnagyobb barlangjával, a Kő-likkal szemben, a völgyben kissé feljebb van a Kő-lik-völgyi 9. sz. üreg. Bejárata könnyen észrevehető a völgy alján lévő turistaútról is. Bejárata az úttól kb. 5 m-rel magasabban, kis sziklakibukkanás oldalában fekszik. Bejárata sok borostyánnal van befutva.
Az egyetlen üregből álló keskeny, jelentéktelen sziklaeresz bejárata kb. 3 m magasságban nyílik a sziklában. Triász dolomitban húzódik az üreg. Az üreg kifagyásos kőzetaprózódás és karsztvízszint alatti oldódás miatt jött létre. Kifelé nagyon lejt, alja tulajdonképpen csak szálkő. Ásványkiválás nincs benne. A könnyen megközelíthető, mászással járható barlang megtekintéséhez nem szükséges engedély.
2003-ban volt először Kő-lik-völgyi 9. sz. üregnek nevezve a barlang az irodalmában. Előfordul a barlang az irodalmában Kőlik-völgyi 9. sz. barlang (Kordos 1984), Kő-lik-völgyi 9.sz. üreg (Alba Regia Barlangkutató Csoport 1979) és Sziklaeresz (Kordos 1984) neveken is.

## Kutatástörténet
Az Alba Regia Barlangkutató Csoport által 1979-ben készített kézirat szerint a Kő-lik-völgyi 9.sz. üreg (Sziklaeresz, K9) korábban nem lett az irodalomban említve. A csak kataszteri jelentőségű kis barlang a Kő-lik-völgy D-i oldalában, a Kő-lik-völgyi 6. sz. üreggel majdnem szemben, kb. 250 m tszf. magasságban fekszik. Jól látható a völgytalpról is, de a meredek völgyoldalon nehéz felmászni hozzá. Befoglaló kőzete dolomitbreccsa. A kis sziklaeresz 3 m hosszú és félbevágott lencse alakja van. Közepénél a legmagasabb (1,1 m). Alja meredeken emelkedik a mennyezet felé. Legszélesebb részén 1,2 m széles. Falain nedves, algás lefolyás, vízszivárgás és jégcsapok látszanak. Megtudja mutatni Szolga Ferenc a minden szempontból jelentéktelen barlangot. A barlangban az Alba Regia Barlangkutató Csoport tagjai 1979. február 11-én jártak és ekkor végezték el a barlang felmérését és készítették el a barlang fénykép-dokumentációját.
A kéziratba bekerült a barlang hossz-szelvény térképvázlata és keresztszelvény térképvázlata. A keresztszelvény térképvázlaton a barlangbejárat van bemutatva. A térképvázlatok 1:100 méretarányban ábrázolják a barlangot. A térképvázlatok elkészítéséhez a barlangot Szolga Ferenc mérte fel 1979. február 11-én. A térképvázlatokat 1979. február 23-án rajzolta Szolga Ferenc. A kéziratban látható Csákvár nyugati részének térképe (kb. 1:25.000 méretarány). A térképen jelölve van az É-i irány. A térképen megfigyelhető a Kő-lik-völgyi 9. sz. üreg (a térképen: K9) földrajzi elhelyezkedése. A kéziratban van két olyan fénykép, amelyek szemléltetik a barlangot. Az első fényképen a Kő-lik-völgyi 9. sz. üreg bejárata és belseje figyelhető meg. A második fényképen a Kő-lik-völgy látképe látható. A fénykép a csákvári temető Ny-i végén készült. A fényképen jelölve van a Kő-lik-völgyi 9. sz. üreg helye. A második fényképet Zentai Ferenc készítette.
Az 1984-ben kiadott, Magyarország barlangjai című könyv országos barlanglistájában szerepel a Vértes hegység barlangjai között a barlang Kőlik-völgyi 9. sz. barlang (Sziklaeresz) néven. A listához kapcsolódóan látható a Dunazug-hegység barlangjainak földrajzi elhelyezkedését bemutató 1:500 000-es méretarányú térképen a barlang földrajzi elhelyezkedése. A Béni Kornél és Viszló Levente által írt, 1996-ban napvilágot látott könyvben szó van arról, hogy a Csákváron lévő Kő-lik-völgyben 11 barlang van. A Kő-lik mellett, egymáshoz viszonylag közel sok további üreg helyezkedik el. Ezek az üregek dolomitkonglomerátumban és dolomitbreccsában jöttek létre. A Balogh-völgyi 1. sz. odú és a Balogh-völgyi 2. sz. odú minden tekintetben hasonló a Kő-lik-völgy barlangjaihoz. A Fáni-völgyben megfigyelhető sok barlang miatt a Fáni-völgy a Kő-lik-völgyhöz hasonló. Ugyanolyan dolomitbreccsa a felépítő kőzet is. A Fáni-völgyben lévő barlangok kialakulásának esetében is a fagyaprózódásos kimállás játszotta a főszerepet.
2003. május 2-án Egri Csaba rajzolta meg a Kő-lik-völgyi 9. sz. üreg (4521-27, Csákvár) alaprajz térképét, hossz-szelvény térképét és keresztmetszet térképét. A térképek 1:100 méretarányban ábrázolják a barlangot. Az alaprajz térkép használatához a térképlapon jelölve van az É-i irány. Az alaprajz térképen megfigyelhető a hossz-szelvény és a keresztmetszet elhelyezkedése a barlangban. A térképek elkészítéséhez a barlangot Egri Csaba mérte fel az Országos Barlangnyilvántartás számára.
A barlang 2003. május 2-án, BTI kataszteri felvétel alapján készült nyilvántartólapja szerint a 4521-27 barlangkataszteri számú Kő-lik-völgyi 9. sz. üreg a Vértes hegységben lévő Csákváron (Fejér megye) található. Az üreg bejáratának koordinátái (Trimble Geoexplorer 3): X: 604318, Y: 228169, Z: 271. Hegyoldalon lévő sziklakibúvásban, erdőben van a barlang 3 m széles, 1,3 m magas, természetes jellegű, szabálytalan alakú és emelkedő tengelyirányú bejárata. A részletesen felmért barlang 3 m hosszú, 1,1 m függőleges kiterjedésű, 1,1 m magas, 0 m mély és 3 m vízszintes kiterjedésű. Triász dolomitban húzódik az üreg. A barlang kialakulását előkészítette a tektonika. Az üreg kifagyásos kőzetaprózódás és karsztvízszint alatti oldódás miatt jött létre. A sziklaeresz térformájú barlang aljzata emelkedik, és jellemző szelvénytípusa a szabálytalan.
Magasabb rendű növény fordul elő benne. 1979-ben lett először említve a barlang az irodalomban (Alba Regia Barlangkutató Csoport kataszteri felvétel). Ekkor a csoport elkészítette a barlang térképvázlatát és leírását. A gyakorlatilag érintetlen barlang gyakorlatilag érintetlen aljzatú. A könnyű sétával megközelíthető, mászással járható barlang megtekintéséhez nem szükséges engedély. Illetékes természetvédelmi hatóság: Duna–Ipoly Nemzeti Park Igazgatóság. A barlang felszínének védettsége: Vértesi Tájvédelmi Körzet (19/1976. OTvH határozat). 1979 óta az üreg állapota nem változott.

## Képgaléria

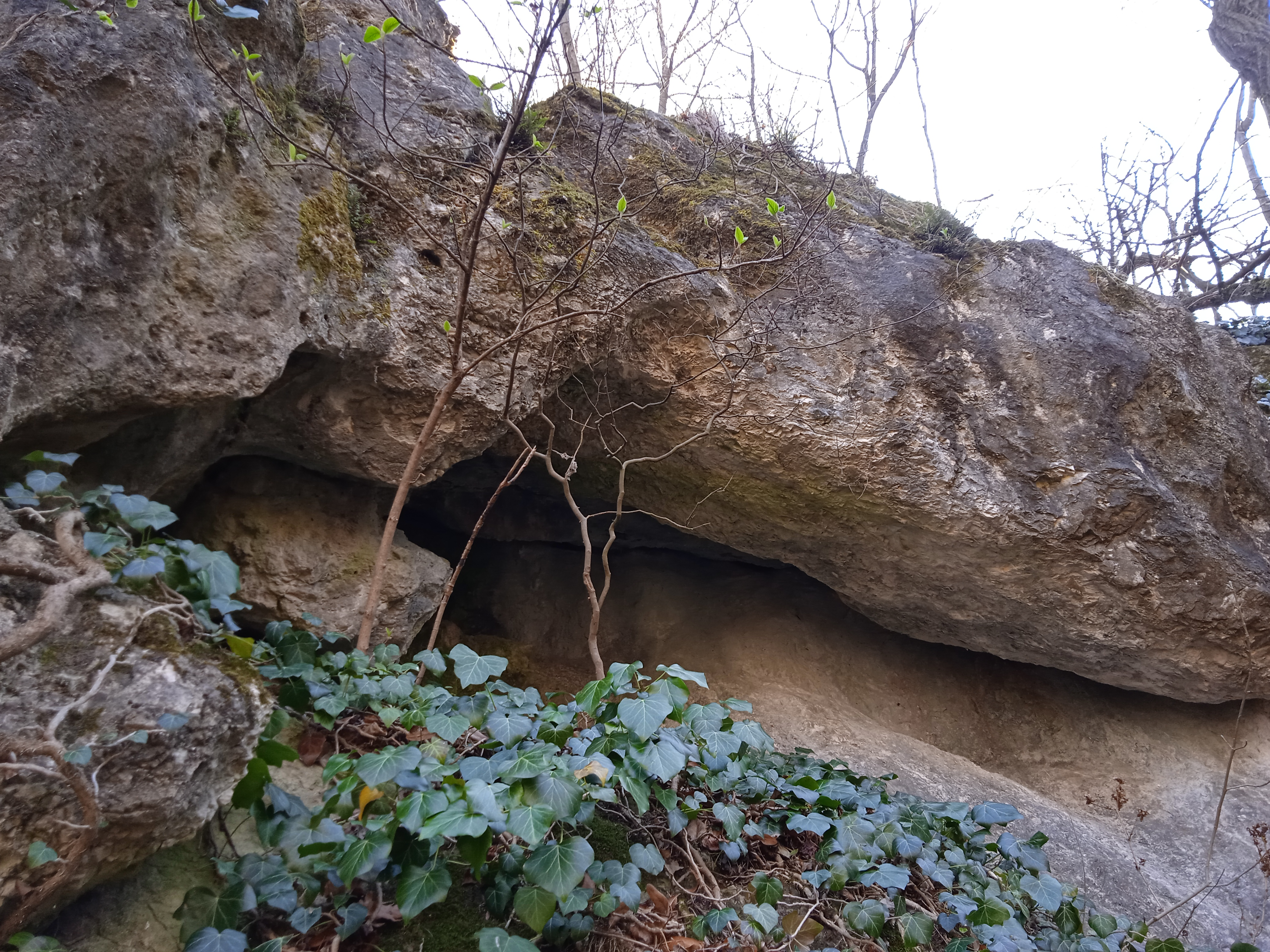
A Kő-lik-völgyi 9. sz. üreg bejárata és belseje
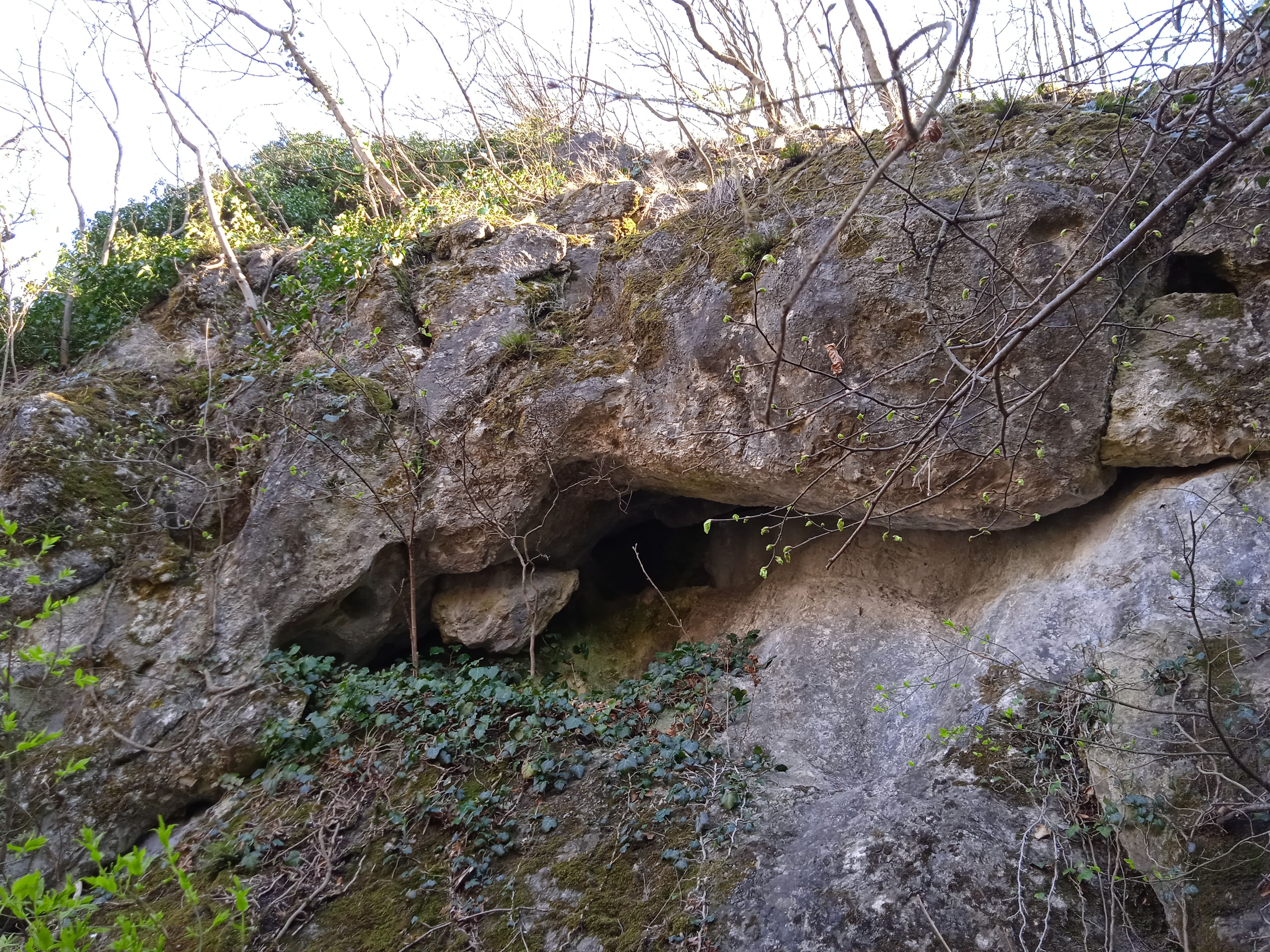
A Kő-lik-völgyi 9. sz. üreg bejárata és belseje